# بنجامين وارد ريتشاردسون
السير بنجامين وارد ريتشاردسون، زميل في كلية الأطباء الملكية (منذ 31 أكتوبر 1828 حتى 21 نوفمبر 1896) كان طبيبًا بريطانيًا، وطبيب تخدير، وطبيبًا فسيولوجيًا، وصحيًا، وكاتبًا غزير الإنتاج في التاريخ الطبي. حصل على ميدالية فوثرجيل الذهبية، التي منحتها الجمعية الطبية في لندن عام 1854، وجائزة أستلي كوبر التي تُمنح كل ثلاث سنوات في علم وظائف الأعضاء.
كان صديقًا شخصيًا مقربًا وزميلًا محترفًا لجون سنو. عند وفاة سنو المفاجئة، تولى التحرير النهائي لمسودة سنو حول الكلوروفورم وأدوية التخدير الأخرى وأشرف على نشرها في عام 1858. وبقي وارد ريتشاردسون مناصرًا ملتزمًا لآراء سنو المتطرفة حول السبب الميكروبي للأمراض المعدية لبقية حياته. واصل ووسع عمل سنو في التخدير عن طريق الاستنشاق، وأدخل في الاستخدام السريري ما لا يقل عن أربعة عشر مادة مخدرة، أشهرها ثنائي كلوريد الميثيلين، واخترع أول قطعة فموية ذات صمام مزدوج لاستخدامها في إعطاء الكلوروفورم. وكشف عن الخصائص المميزة لنتريت الأميل، وهو دواء كان يستخدم على نطاق واسع في علاج الذبحة الصدرية، وقدم بروميدات الكينين والحديد والإستركنيا، والأثير المؤوزون، والغروانية المدعمة باليود، وبيروكسيد الهيدروجين، وإيثوكسيد الصوديوم. وهي المواد التي سرعان ما استُخدمت على نطاق واسع في مهنة الطب. وفي عام 1893، حصل على وسام فارس تقديرًا لخدماته البارزة في القضايا الإنسانية.

## تعليمه
ولد ريتشاردسون في سومربي في ليسترشاير، وكان الابن الوحيد لبنجامين ريتشاردسون وماري وارد. تلقى تعليمه على يد القس دبليو يونغ نوت في مدرسة بورو هيل في نفس المقاطعة. نظرًا لرغبة والدته على فراش الموت في مهنة الطب، كانت دراساته دائمًا موجهة نحو هذه الغاية، وكان الجراح هنري هدسون مدربه في وقت مبكر من فترة تعليمه.
دخل جامعة أندرسون (الآن جامعة ستراثكلايد)، في عام 1847، لكنه أصيب بنوبة شديدة من الحمى (إما التيفوس أو الحمى الراجعة) التي أصيب بها عندما كان تلميذًا في مستشفى سانت أندروز لينج إن. قطع دراسته وأصبح مساعدًا في البداية لتوماس براون من سافرون والدن في إسيكس، وبعد ذلك لإدوارد دادلي هدسون في ليتلثورب، كوسبي، بالقرب من ليستر. كان هدسون الأخ الأكبر لمعلمه السابق.
في عام 1854، قُبل في درجة الماجستير والدكتوراه في الطب من سانت أندروز، وأصبح بعد ذلك عضوًا في محكمة الجامعة، ومقيمًا للمجلس العام، وفي عام 1877، حصل على درجة الدكتوراه الفخرية في الحقوق.